# 레모 (1985년 영화)
《레모》(영어: Remo Williams: The Adventure Begins 혹은 Remo: Unarmed and Dangerous)는 미국에서 제작된 가이 해밀턴 감독의 1985년 액션 모험 영화이다. 프레드 워드, 조엘 그레이 등이 출연하였고, 래리 스피걸 등이 제작에 참여하였다.
1986년 제58회 아카데미상에서 칼 풀러턴이 분장상 후보에 올랐다.

## 출연진
- 프레드 워드 - 새뮤얼 에드워드 “샘” 메이킨 경관 / 큐어 요원 리모 윌리엄스 역
- 조엘 그레이 - 신안주 명수 천 사부 역[4]
- 윌퍼드 브림리 - 큐어 국장 해럴드 W. 스미스 역
- J. A. 프레스턴 - 큐어 요원 콘 “맥” 매클리리 역
- 조지 코 - 스콧 왓슨 장군 역
- 찰스 초피 - 조지 그로브 역
- 케이트 멀그루 - 레이너 플레밍 소령 역
- 마이클 퍼타키 - 짐 윌슨 역
- 레지널드 벨존슨 - 응급 구조 대원 역
- 존 폴리토 - 잭 역
- 톰 맥브라이드 - 연속극 “짐” 역
- 수잰 스나이더 - 연속극 “간호사” 역
- 윌리엄 히키 - 코니아일랜드 호객꾼 역
- 패트릭 킬패트릭 - 스톤 역

## 기타 제작진
- 배역: 어맨다 매키 존슨, 제인 젱킨스, 재닛 허션슨
- 미술: 잭슨 더고비아
- 의상: 엘런 미로지닉

## 우리말 녹음
KBS 성우진 (1990년 12월 1일)
- 송두석 - 리모(프레드 워드)
- 이강룡 - 한국인 천 사부(조엘 그레이)
- 김정경 - 스미스(윌퍼드 브림리)
- 문영래 - 매클리리(J. A. 프레스턴)
- 김계원 - 윌슨(마이클 퍼타키)
- 장정진 - 그로브(찰스 초피)
- 임은영 - 레이너(케이트 멀그루)
- 김창주
- 신흥철
- 안종익
- 이규화
- 장승길
- 박수옥